# Parafia św. Floriana w Kędzierzynie-Koźlu

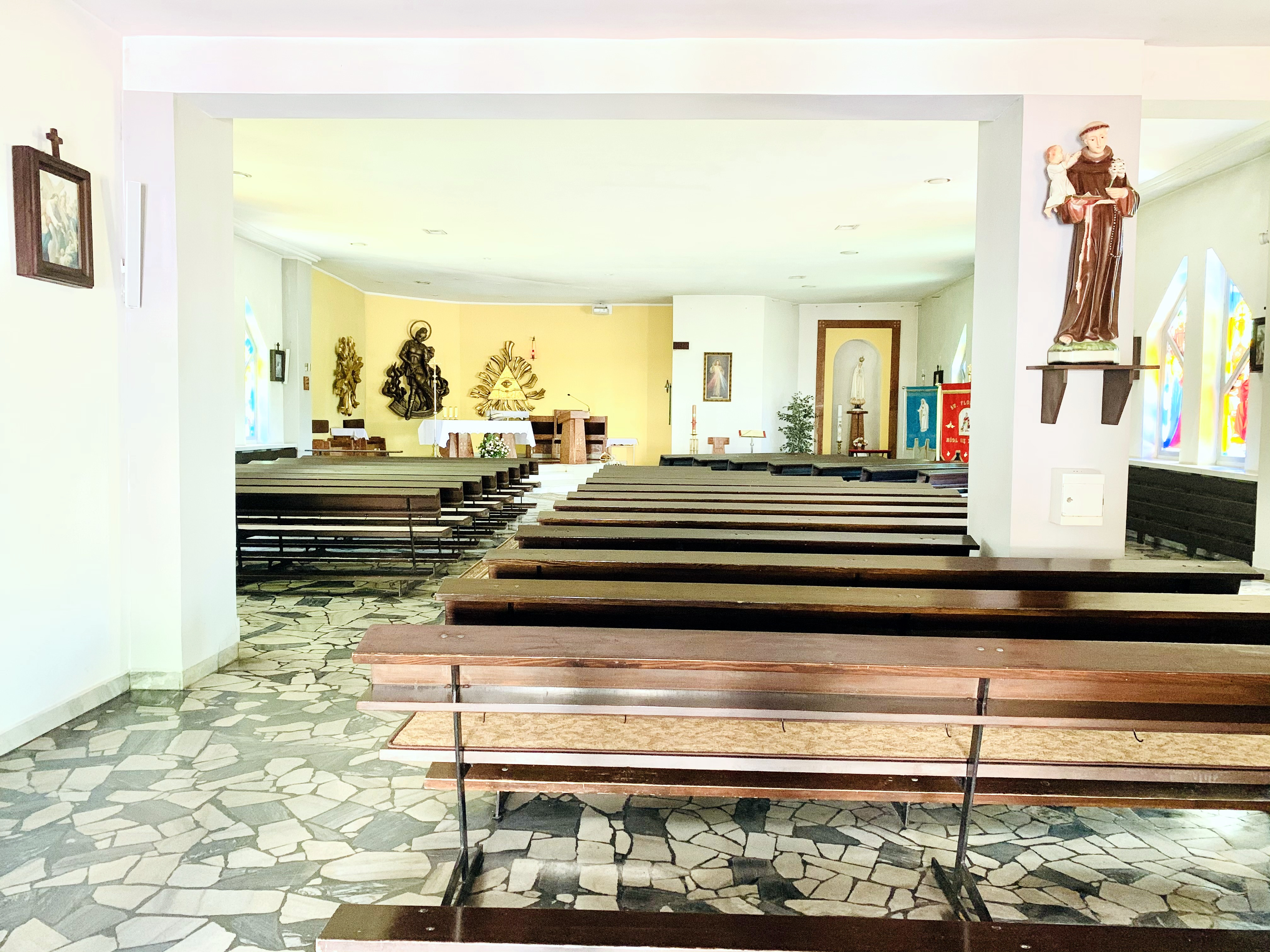
Wnętrze świątyni

Parafia św. Floriana w Kędzierzynie-Koźlu – parafia rzymskokatolicka należąca do dekanatu Kędzierzyn diecezji opolskiej w metropolii katowickiej, która została erygowana w 1990. Kościół parafialny zaadaptowany w latach 1990–2000 z istniejącego budynku wybudowanego w 1945, mieści się przy ulicy Chemików 3, w dzielnicy Azoty, będącej częścią Kędzierzyna-Koźla. 

## Proboszczowie
| Lista proboszczów parafii św. Floriana w Kędzierzynie-Koźlu |                      |
| Okres                                                       | Proboszcz            |
| 1990–2006                                                   | ks. Janusz Dworzak   |
| 2006–2010                                                   | ks. Aleksander Kawa  |
| 2010–2013                                                   | ks. Waldemar Chudala |
| 2013–2020                                                   | ks. Piotr Adamów     |
| 2020–                                                       | ks. Jan Piotr Bujak  |

## Historia parafii
Początkowo mieszkańcy utworzonego częściowo w czasach II wojny światowej i rozbudowanego w latach późniejszych osiedla Azoty należeli do założonej znacznie wcześniej parafii św. Mikołaja w Kędzierzynie . W związku z rozwojem osadnictwa i stopniowym powiększaniem się ludności osiedla, związanego w głównej mierze z budową bazy przemysłowej oraz znacznej odległości do parafii macierzystej w Kędzierzynie, zaistniała potrzeba posługi duchowej, a tym samym powołania samodzielnej parafii oraz budowy kościoła. W połowie lat 50. XX wieku powstał pierwszy komitet budowy kościoła, któremu przewodniczył Antoni Pawelak. Mimo usilnych starań, dyrekcja Zakładów Azotowych „Kędzierzyn” i władze miejskie (prawdopodobnie ze względów politycznych) nie wyraziły zgody na wybudowanie nawet kaplicy. Kolejnym posunięciem komitetu budowy kościoła było w latach 80. staranie o uzyskanie zezwolenia na przystosowanie budynku restauracji „Stylowa” na kaplicę i salę katechetyczną, zakończone również niepowodzeniem. W 1989 komitet budowy pod przewodnictwem Romana Myśliwczuka wraz z ks. Józefem Stryczkiem, proboszczem parafii św. Piusa X Papieża i św. Marii Goretti w Kędzierzynie-Koźlu rozpoczął kolejne starania. Biuro projektów przy Zakładach Azotowych „Kędzierzyn” opracowało wstępny projekt lokalizacji proponując trzy działki do wyboru budowy kościoła. 
W 1990 powstał inny czternastoosobowy komitet budowy kościoła, zabiegając o zgodę dyrekcji Zakładów Azotowych „Kędzierzyn” o przekazanie wolno stojącego budynku na Osiedlu Zacisze, w którym dawniej był klub „Śmiałek”. W maju 1990 odbyło się spotkanie mieszkańców osiedla Azoty w hotelu „Centralnym” z bp. Janem Wieczorkiem i proboszczem parafii św. Mikołaja, ks. Manfredem Kokottem w sprawie tej lokalizacji. Po uzyskaniu porozumienia wszystkich stron tego spotkania, bp Alfons Nossol, 22 czerwca 1990 erygował parafię pod wezwaniem św. Floriana w Kędzierzynie-Koźlu, a ks. Janusz Dworzak został mianowany jej pierwszym proboszczem. Utworzono wówczas tymczasową plebanię w hotelu robotniczym „Jodła”, w pobliżu budynku kościelnego. 
29 sierpnia 1990 na placu kościelnym postawiono krzyż ufundowany przez Henryka Kiełbowicza. Pierwsza polowa msza święta w utworzonej parafii została odprawiona 2 września 1990, o godz. 10:00, a tydzień później już w zaadaptowanym budynku. Powstały wkrótce pierwsze grupy parafialne. Na zlecenie proboszcza rozpoczęto prace nad przygotowaniem projektu przebudowy istniejącego budynku na kościół przez grupę sześciu projektantów. W związku z przystąpieniem do kapitalnego remontu w budynku kościelnym od 8 lipca 1991 nastąpiło tymczasowe przeniesienie nabożeństw do pomieszczeń byłej stołówki znajdującej się obok kościoła. Na pasterce tegoż roku wierni spotkali się już w częściowo przebudowanym kościele. Po zakończeniu wszystkich prac modernizacyjno-budowlanych ostatecznie nowy kościół został poświęcony 22 października 2000 . Warto dodać, że z inicjatywy ks. Janusza Dworzaka, od 1997 na osiedlu Azoty organizowany jest corocznie festiwal o nazwie „Przegląd Pieśni Religijnej Azoty”. Parafia liczy około 1700 wiernych .

## Grupy parafialne
- Dzieci Maryi
- Służba Liturgiczna
- Wspólnota Żywego Różańca (od 1990)
- Zespół Charytatywny Caritas (od 1992)

## Zasięg parafii
- Kędzierzyn-Koźle:
  - dzielnica Azoty:
    - osiedle Azoty, ulice: Grabskiego, Jordanowska, Mościckiego, Piłsudskiego, Waryńskiego, Witosa
    - osiedle Zacisze, ulice: Chemików, Dąbrowa Leśna, Mostowa